# Харгил (Тексас)
Харгил (енгл. Hargill) насељено је место без административног статуса у америчкој савезној држави Тексас.

## Демографија
По попису из 2010. године број становника је 877.
| Група             | 2000.    | 2010.       |
| Белци             | 0 (0,0%) | 72 (8,2%)   |
| Афроамериканци    | 0 (0,0%) | 8 (0,9%)    |
| Азијати           | 0 (0,0%) | 0 (0,0%)    |
| Хиспаноамериканци | 0 (0,0%) | 805 (91,8%) |
| Укупно            | 0        | 877         |